# Бонево (Болгарія)
Бо́нево (болг. Бонево) — село в Добрицькій області Болгарії. Входить до складу общини Тервел.

## Населення
За даними перепису населення 2011 року у селі проживали 72 особи, з них 67 осіб (98,5%) — турки.
Розподіл населення за віком у 2011 році:
Динаміка населення: